# Festival Sonisphere
O Sonisphere Festival é um festival de música de turismo que acontece em toda a Europa entre junho e agosto. O festival pertence e é promovido pela Kilimanjaro Live com apoio financeiro da AEG.

Nesse festival que ocorreu o histórico encontro do Big Four of Thrash (que reuniu Metallica, Megadeth, Anthrax e Slayer), na Bulgária.

## História do Evento
A ideia do Sonisphere foi primeiro concebida por John Jackson no final dos anos 90. John escolheu o nome Sonisphere, de uma combinação das palavras inglesas Sonic e Sphere(Sônico e Esfera). Em 2008, Stuart Galbraith formou uma parceria de negócios com a AEG, chamando assim de Kilimanjaro Live. John Jackson aprovou a decisão de Stuart Galbraith com a ideia de fazer o festival passar por vários países. John Jackson é o criador e diretor da Sonisphere e Galbriath o produtor.
A primeira remessa de festivais ocorreu no verão de 2009 em seis lugares, retornando em 2010 e 2011 com 11 lugares.
Planos para os futuros festivais consistem em crescer o número de festivais, fazendo um evento global em torno da Europa, e expandindo a versão britânica em 3 dias com capacidade de 40 a 60 mil pessoas.

## Edições

### 2009
O Sonisphere festival de 2009 foi constituído de seis lugares, onde em cada lugar o evento ocorreu somente em um dia, em torno da Europa com a sétima edição na Inglaterra, se estendendo por dois dias. O festival teve um grupo principal de bandas que tocaram em todas as 6 datas sendo assim adicionada a outras individualmente. Os locais foram Goffert Park, Nijmegen, nos Países Baixos; Hockenheimring, Alemanha; The Forum, Barcelona, Espanha; Folkets Park, Hultsfred, Suécia; Kirjurinluoto, Pori, Finlândia; e Knebworth House, Knebworth, Inglaterra. Metallica foi uma das bandas principais de cada edição de 2009 do Sonisphere.

### 2010
O Sonisphere de 2010 visitou onze lugares por volta da Europa entre 16 de Junho e 8 de Agosto de 2010. Os locais da edição de 2010 foram Polônia, Suiça, República Tcheca, Bulgária, Grécia, Romênia, Turquia, Espanha, Reino Unido, Suécia e Finlândia. Ao contrário de 2009, não teve nenhuma banda que se apresentou em todos os locais do festival. As bandas principais de 2010 foram Iron Maiden, Metallica e Rammstein.

### 2011
A edição de 2011 conta com novos países como Índia, França e Itália mas não retornou este ano para a Romênia. Isso também marca a primeira vez que o Metallica se apresenta na Índia. As bandas principais foram Slipknot, Metallica, Biffy Clyro, The Mars Volta,Slayer e Iron Maiden